# ثيرمون (أيتوليا كي أكارنانيا)
ثيرمون (Θέρμον) هي مدينة في أيتوليا كي أكارنانيا في مقاطعة كينتريكي إلادا في اليونان. يبلغ عدد سكانها حوالي 1947 نسمة.